# Fiorella Ghilardotti
 (septembre 2024).
Fiorella Ghilardotti, née le 25 juin 1946 à Castelverde et morte le 13 septembre 2005 à Milan, est une femme politique italienne.
Membre des Démocrates de gauche, elle est présidente de la Lombardie de 1992 à 1994 et siège au Parlement européen de 1994 à 2004.